# Покровська міська рада (Дніпропетровська область)
Покровська міська рада (до 2016 року — Орджонікідзевська) — адміністративно-територіальна одиниця та орган місцевого самоврядування у Дніпропетровській області. Адміністративний центр — місто обласного значення Покров.

## Загальні відомості
- Територія ради: 26 км²
- Населення ради: 42 446 осіб (станом на 1 серпня 2015 року)[1]

## Населені пункти
Міській раді підпорядковані населені пункти:
- м. Покров
- смт Гірницьке
- смт Чортомлик

## Склад ради
Рада складається з 34 депутатів та голови.
- Голова ради: Шаповал Олександр Миколайович
- Секретар ради:

### Керівний склад попередніх скликань
| ПІБ                           | Основні відомості                                                       | Дата обрання | Дата звільнення |
| ----------------------------- | ----------------------------------------------------------------------- | ------------ | --------------- |
| Цупров Іван Іванович          | Міський голова, 1955 року народження, освіта вища, безпартійний         | 26.03.2006   | 31.10.2010      |
| Цупров Іван Іванович          | Міський голова, 1955 року народження, освіта вища, член Партії регіонів | 31.10.2010   | 25.10.2015      |
| Шаповал Олександр Миколайович | Міський голова, 1972 року народження, освіта вища, безпартійний         | 25.10.2015   |                 |

Примітка: таблиця складена за даними сайту Верховної Ради України та ЦВК

### Депутати VII скликання
За результатами місцевих виборів 2015 року депутатами ради стали:

#### За суб'єктами висування
| Суб'єкт висування                                          | Кількість обраних депутатів | %     |
| ---------------------------------------------------------- | --------------------------- | ----- |
| Партія «Відродження»                                       | 12                          | 35.29 |
| Політична партія «Опозиційний блок»                        | 8                           | 23.53 |
| Політична партія «Українське Об'єднання патріотів — УКРОП» | 6                           | 17.65 |
| Партія Блок Петра Порошенка «Солідарність»                 | 3                           | 8.82  |
| Політична партія Всеукраїнське об'єднання «Батьківщина»    | 3                           | 8.82  |
| Радикальна партія Олега Ляшка                              | 2                           | 5.88  |

#### За округами
| № округу                                                   | Прізвище, ім'я, по батькові       | Дата нар.  | Освіта              | Партійна приналежність                                           | Відомості |
| ---------------------------------------------------------- | --------------------------------- | ---------- | ------------------- | ---------------------------------------------------------------- | --- |
| Партія «Відродження»                                       |                                   |            |                     |                                                                  | |
| пк                                                         | Сорокіна Людмила Миколаївна       | 09.10.1959 | вища                | член Партії «Відродження»                                        | ПАТ"ОГЗК", юридичне управління, начальник |
| 34                                                         | Котій Сергій Григорович           | 21.08.1966 | вища                | член Партії «Відродження»                                        | ПАТ «ОГЗК», виробничо-технічний відділ, начальник |
| 20                                                         | Барабах Андрій Миколайович        | 21.01.1978 | вища                | член Партії «Відродження»                                        | ПАТ «ОГЗК», чкаловський кар'єр, начальник |
| 31                                                         | Шкель Оксана Олексіївна           | 14.03.1968 | вища                | член Партії «Відродження»                                        | ПАТ «ОГЗК», референт |
| 9                                                          | Травка Володимир Іванович         | 11.07.1960 | вища                | член Партії «Відродження»                                        | ПАТ «ОГЗК», відділ праці та заробітної плати, начальник |
| 27                                                         | Запускалов Євген Михайлович       | 29.07.1955 | вища                | член Партії «Відродження»                                        | ПАТ «ОГЗК», голова профспілки |
| 32                                                         | Міщенко Дмитро Володимирович      | 04.08.1978 | вища                | член Партії «Відродження»                                        | ПАТ «ОГЗК», комерційний директор |
| 28                                                         | Ужбіда Тарас Вікторович           | 23.11.1980 | вища                | член Партії «Відродження»                                        | Фізична особа-підприємець, підприємець |
| 25                                                         | Меркулов Роман Миколайович        | 11.12.1970 | вища                | член Партії «Відродження»                                        | ПАТ «ОГЗК», автотранспортний цех, начальник |
| 29                                                         | Ходосовська Тетяна Володимирівна  | 10.01.1957 | вища                | безпартійна                                                      | Орджонікідзевська міська рада, перший заступник міського голови м. Орджонікідзе |
| 8                                                          | Нагорний Сергій Миколайович       | 15.03.1970 | вища                | член Партії «Відродження»                                        | ПАТ «ОГЗК», олександрівський кар'єр, заступник по обладнанню |
| 13                                                         | Бизік Олександр Євгенійович       | 10.06.1962 | вища                | член Партії «Відродження»                                        | ПАТ «ОГЗК», Чкалівська збагачувальна фабрика, начальник |
| Політична Партія «Опозиційний блок»                        |                                   |            |                     |                                                                  | |
| пк                                                         | Дяченко Наталія Василівна         | 10.03.1963 | вища                | член Політичної Партії «Опозиційний блок»                        | ДПТНЗ «Орджонікідзевське професійно-технічне училище», директор |
| 22                                                         | Шаповал Владислав Олександрович   | 12.11.1991 | вища                | безпартійний                                                     | Фізична особа-підприємець |
| 18                                                         | Верич Валерій Васильович          | 10.02.1980 | вища                | безпартійний                                                     | Фізична особа-підприємець |
| 17                                                         | Петров Костянтин Євгенович        | 06.08.1984 | вища                | безпартійний                                                     | Центральна міська лікарня, лікар-хірург |
| 19                                                         | Міненко Валентина Олександрівна   | 17.04.1961 | вища                | член Політичної Партії «Опозиційний блок»                        | МКП «Житлово-експлуатаційне об'єднання», майстер-комендант |
| 21                                                         | Лукашенко Едуард Юрійович         | 21.04.1968 | вища                | безпартійний                                                     | Фізична особа-підприємець |
| 13                                                         | Смірнова Інна Станіславівна       | 02.09.1967 | вища                | безпартійна                                                      | Виконавчий комітет Орджонікідзевської міської ради, начальник відділу |
| 24                                                         | Новицький Станіслав Володимирович | 24.08.1991 | незакінчена вища    | безпартійний                                                     | Фізична особа-підприємець |
| ПОЛІТИЧНА ПАРТІЯ «УКРАЇНСЬКЕ ОБ'ЄДНАННЯ ПАТРІОТІВ — УКРОП» |                                   |            |                     |                                                                  | |
| пк                                                         | Міць Людмила Олексіївна           | 23.03.1965 | вища                | член ПОЛІТИЧНОЇ ПАРТІЇ «УКРАЇНСЬКЕ ОБ'ЄДНАННЯ ПАТРІОТІВ — УКРОП» | Фізична особа-підприємець |
| 11                                                         | Трубчанінов Олександр Іванович    | 26.08.1954 | вища                | член ПОЛІТИЧНОЇ ПАРТІЇ «УКРАЇНСЬКЕ ОБ'ЄДНАННЯ ПАТРІОТІВ — УКРОП» | ПАТ «ОГЗК», інженер з охорони праці |
| 15                                                         | Ширяєв Григорій Георгійович       | 11.12.1959 | вища                | безпартійний                                                     | ПАТ «ОГЗК», електрослюсар |
| 19                                                         | Лебідь Олександр Вікторович       | 23.12.1961 | професійно-технічна | безпартійний                                                     | ПАТ «ОГЗК», електрослюсар |
| 12                                                         | Сідашова Тетяна Вікторівна        | 20.09.1977 | вища                | член ПОЛІТИЧНОЇ ПАРТІЇ «УКРАЇНСЬКЕ ОБ'ЄДНАННЯ ПАТРІОТІВ — УКРОП» | тимчасово не працює |
| 4                                                          | Глущенко Віталій Леонідович       | 13.12.1974 | вища                | член ПОЛІТИЧНОЇ ПАРТІЇ «УКРАЇНСЬКЕ ОБ'ЄДНАННЯ ПАТРІОТІВ — УКРОП» | ПАТ «ОГЗК», заступник начальника служби забезпечена виробництва |
| ПАРТІЯ "БЛОК ПЕТРА ПОРОШЕНКА «СОЛІДАРНІСТЬ»                |                                   |            |                     |                                                                  | |
| пк                                                         | Ляшук Олег Олександрович          | 04.05.1958 | вища                | член ПАРТІЇ "БЛОК ПЕТРА ПОРОШЕНКА «СОЛІДАРНІСТЬ»                 | пенсіонер |
| 15                                                         | Ігнатюк Тетяна Марківна           | 23.03.1964 | вища                | член ПАРТІЇ "БЛОК ПЕТРА ПОРОШЕНКА «СОЛІДАРНІСТЬ»                 | Начальник управління праці та соціального захисту населення |
| 16                                                         | Пастух Анатолій Іванович          | 17.12.1970 | вища                | член ПАРТІЇ "БЛОК ПЕТРА ПОРОШЕНКА «СОЛІДАРНІСТЬ»                 | Управління освіти, вчитель КЗ «СЗШ № 6» |
| політична партія Всеукраїнське об'єднання «Батьківщина»    |                                   |            |                     |                                                                  | |
| пк                                                         | Гончаренко Юлія Олексіївна        | 26.07.1955 | вища                | член політичної партії Всеукраїнське об'єднання «Батьківщина»    | пенсіонерка |
| 8                                                          | Пономар Анатолій Анатолійович     | 01.09.1973 | загальна середня    | член політичної партії Всеукраїнське об'єднання «Батьківщина»    | Фізична особа-підприємець |
| 7                                                          | Захарченко Сергій Володимирович   | 14.02.1977 | загальна середня    | член політичної партії Всеукраїнське об'єднання «Батьківщина»    | Фізична особа-підприємець |
| Радикальна партія Олега Ляшка                              |                                   |            |                     |                                                                  | |
| пк                                                         | Ревуцький Андрій Степанович       | 18.03.1971 | вища                | член Радикальної партії Олега Ляшка                              | ТОВ «Промстрой-прогрес», директор |
| 10                                                         | Солянко Віталій Анатолійович      | 21.04.1986 | незакінчена вища    | безпартійний                                                     | Мобілізований до збройних сил України в 93 ОМБР, а також приватний підприємець, заступник командира взводу 3-го механізованого піхотного батальйону, а також фізична особа-підприємець |

### Депутати VI скликання
За результатами місцевих виборів 2010 року депутатами ради стали:

#### За суб'єктами висування
| Суб'єкт висування                                       | Кількість обраних депутатів | %    |
| ------------------------------------------------------- | --------------------------- | ---- |
| Партія регіонів                                         | 28                          | 60,9 |
| Комуністична партія України                             | 8                           | 17,4 |
| Партія Зелених України                                  | 3                           | 6,5  |
| Політична партія Всеукраїнське об'єднання «Батьківщина» | 3                           | 6,5  |
| Єдиний Центр                                            | 1                           | 2,2  |
| Народна Партія                                          | 1                           | 2,2  |
| Політична партія «Сильна Україна»                       | 1                           | 2,2  |
| Політична партія «Фронт Змін»                           | 1                           | 2,2  |

#### За округами
| № округу                                                | Прізвище, ім'я, по батькові      | Дата визнання обраним | Освіта  | Партійна приналежність                        | Відомості про обраного депутата                                                                                                 |
| ------------------------------------------------------- | -------------------------------- | --------------------- | ------- | --------------------------------------------- | --- |
| Єдиний Центр                                            |                                  |                       |         |                                               | |
| 13                                                      | Дейкало Володимир Миколайович    | 04.11.2010            | вища    | позапартійний                                 | комунальний заклад «Орджонікідзевська міська лікарня», лікар                                                                    |
| Комуністична партія України                             |                                  |                       |         |                                               | |
| б/м                                                     | Кравченко Олексій Петрович       | 04.11.2010            | середня | член Комуністичної партії України             | Орджонікідзевське професійно-технічне училище, майстер виробничого навчання                                                     |
| б/м                                                     | Лукашенко Едуард Юрійович        | 04.11.2010            | вища    | член Комуністичної партії України             | приватний підприємець |
| б/м                                                     | Коваленко Ігор Миколайович       | 04.11.2010            | вища    | член Комуністичної партії України             | приватний-підприємець |
| б/м                                                     | Алтухов Василь Іванович          | 04.11.2010            | вища    | член Комуністичної партії України             | пенсіонер |
| 5                                                       | Дробот Едуард Леонідович         | 04.11.2010            | вища    | член Комуністичної партії України             | тимчасово не працює |
| 8                                                       | Лінська Василина Трохимівна      | 04.11.2010            | вища    | член Комуністичної партії України             | будинок творчості дітей та юнацтва, керівник гуртка «Клуб „Пошук“», пенсіонер                                                   |
| 12                                                      | Ярошенко Володимир Іванович      | 04.11.2010            | вища    | член Комуністичної партії України             | приватний підприємець «Ярошенко Володимир Іванович», директор                                                                   |
| 15                                                      | Привалов Сергій Сергійович       | 04.11.2010            | вища    | член Комуністичної партії України             | приватний підприємець ТОВ «АРТ-ЕКО», директор                                                                                   |
| Народна Партія                                          |                                  |                       |         |                                               | |
| 20                                                      | Черевченко Борис Олексійович     | 04.11.2010            | вища    | член Народної партії                          | комунальний заклад «Орджонікідзевська міська лікарня», лікар                                                                    |
| Партія Зелених України                                  |                                  |                       |         |                                               | |
| б/м                                                     | Сорокіна Людмила Миколаївна      | 04.11.2010            | вища    | член Партії Зелених України                   | ВАТ"Орджонікідзевський гірничо-збагачувальний комбінат", начальник юридичного управління                                        |
| б/м                                                     | Берсеньов Євген Геннадійович     | 04.11.2010            | вища    | член Партії Зелених України                   | Орджонікідзевська дільниця Нікопольського управління газового господарства, юрисконсульт                                        |
| 23                                                      | Лисогор Володимир Станіславович  | 04.11.2010            | вища    | член Партії Зелених України                   | Орджонікідзевське професійно-технічне училище, директор                                                                         |
| Партія регіонів                                         |                                  |                       |         |                                               | |
| б/м                                                     | Дяченко Наталія Василівна        | 04.11.2010            | вища    | член Партії регіонів                          | Орджонікідзевське професійно-технічне училище, заступник директора                                                              |
| б/м                                                     | Тарасенко Геннадій Анатолійович  | 04.11.2010            | вища    | член Партії регіонів                          | ТОВ «СОЮЗ», директор |
| б/м                                                     | Кандиба Володимир Володимирович  | 04.11.2010            | вища    | член Партії регіонів                          | ТОВ з ІІ «Проктер енд Гембл Маньюфекчурінг Україна», керівник відділу закупок                                                   |
| б/м                                                     | Воронкова Галина Олександрівна   | 04.11.2010            | вища    | член Партії регіонів                          | приватне підприємство «СОЮЗ-09», директор                                                                                       |
| б/м                                                     | Тиква Андрій Анатолійович        | 04.11.2010            | вища    | член Партії регіонів                          | ТОВ «АНГОБ», заступник директора                                                                                                |
| б/м                                                     | Радік Анатолій Юрійович          | 04.11.2010            | середня | член Партії регіонів                          | ТОВ «Резинопласт», директор |
| б/м                                                     | Тарасенко Алла Віталіївна        | 04.11.2010            | вища    | член Партії регіонів                          | Криворізька митниця, начальник сектора митного оформлення                                                                       |
| б/м                                                     | Остащенко Олена Миколаївна       | 04.11.2010            | середня | член Партії регіонів                          | приватне підприємство «Остащенко», директор                                                                                     |
| б/м                                                     | Шаврова Наталія Михайлівна       | 04.11.2010            | вища    | член Партії регіонів                          | адвокатська контора, адвокат |
| б/м                                                     | Литвиненко Борис Борисович       | 04.11.2010            | вища    | член Партії регіонів                          | відділ внутрішньої безпеки податкових органів України, начальник відділу                                                        |
| б/м                                                     | Банда Валерій Олександрович      | 04.11.2010            | середня | член Партії регіонів                          | приватне підприємство «Банда», директор                                                                                         |
| б/м                                                     | Семенов Павло Анатолійович       | 04.11.2010            | вища    | член Партії регіонів                          | Придніпровська товарна біржа, заступник генерального директора                                                                  |
| б/м                                                     | Мокруха Віта Анатоліївна         | 04.11.2010            | вища    | член Партії регіонів                          | Орджонікідзевське професійно-технічне училище, заступник директора                                                              |
| 1                                                       | Голубніченко Роман Валерійович   | 04.11.2010            | вища    | член Партії регіонів                          | приватне підприємство"Голубниченко", директор                                                                                   |
| 2                                                       | Раїлко Олександр Володимирович   | 04.11.2010            | вища    | член Партії регіонів                          | приватний підприємець |
| 4                                                       | Куліш Олександр Миколайович      | 04.11.2010            | вища    | член Партії регіонів                          | Орджонікідзевська дільниця Нікопольського «Енергонагляду», начальник відділу                                                    |
| 6                                                       | Кряжевських Сергій Вікторович    | 04.11.2010            | вища    | член Партії регіонів                          | Орджонікідзевська дільниця Нікопольського управління газового господарства, начальник                                           |
| 7                                                       | Десяткіна Лілія Іванівна         | 04.11.2010            | вища    | член Партії регіонів                          | філіал «Брокбізнесбанк», керуючий                                                                                               |
| 9                                                       | Бойко Лариса Петрівна            | 04.11.2010            | вища    | член Партії регіонів                          | Орджонікідзевський міський нотаріальний округ, нотаріус                                                                         |
| 10                                                      | Літвінцев Олексій Володимирович  | 04.11.2010            | вища    | член Партії регіонів                          | клініка «Владент», стоматолог                                                                                                   |
| 11                                                      | Шкіль Анатолій Петрович          | 04.11.2010            | вища    | член Партії регіонів                          | Центральна міська лікарня, головний лікар                                                                                       |
| 14                                                      | Міненко Валентина Олександрівна  | 04.11.2010            | вища    | член Партії регіонів                          | міське комунальне підприємство «Житлове експлуатаційне об'єднання», майстер-комендант «Житлово-експлуатаційного управління № 4» |
| 16                                                      | Ходосовська Тетяна Володимирівна | 04.11.2010            | вища    | член Партії регіонів                          | Орджонікідзевська міська рада, заступник міського голови                                                                        |
| 17                                                      | Конорєзова Тетяна Іванівна       | 04.11.2010            | вища    | член Партії регіонів                          | Центральна міська лікарня, заступник головного лікаря                                                                           |
| 18                                                      | Бондарець Віктор Іванович        | 04.11.2010            | вища    | член Партії регіонів                          | ВАТ «Орджонікідзевський гірничо-збагачувальний комбінат», технічний директор                                                    |
| 19                                                      | Лендел Михайло Михайлович        | 04.11.2010            | вища    | член Партії регіонів                          | Центральна міська лікарня, лікар-терапевт, лікар УЗД                                                                            |
| 21                                                      | Запускалов Євген Михайлович      | 04.11.2010            | вища    | член Партії регіонів                          | ВАТ «Орджонікідзевський гірничо-збагачувальний комбінат», голова профспілкового комітету                                        |
| 22                                                      | Кравченко Оксана Іванівна        | 04.11.2010            | вища    | член Партії регіонів                          | управління праці та соціального захисту населення виконкому Орджонікідзевської міської ради, заступник начальника               |
| Політична партія Всеукраїнське об'єднання «Батьківщина» |                                  |                       |         |                                               | |
| б/м                                                     | Шаповал Олександр Миколайович    | 04.11.2010            | вища    | член Всеукраїнського об'єднання «Батьківщина» | міське комунальне підприємство «Орджонікідзевська автоматична газонаповнювальна компресорна станція № 45», директор             |
| б/м                                                     | Поляков Олександр Сергійович     | 04.11.2010            | середня | член Всеукраїнського об'єднання «Батьківщина» | приватний підприємець |
| 3                                                       | Мациборко Станіслав Михайлович   | 04.11.2010            | середня | член Всеукраїнського об'єднання «Батьківщина» | ТОВ «Будінвест», директор |
| Політична партія «Сильна Україна»                       |                                  |                       |         |                                               | |
| б/м                                                     | Сокур Олег Іванович              | 04.11.2010            | вища    | член Політичної партії «Сильна Україна»       | приватний підприємець |
| Політична партія «Фронт Змін»                           |                                  |                       |         |                                               | |
| б/м                                                     | Поляков Сергій Олексійович       | 04.11.2010            | вища    | член Політичної партії «Фронт Змін»           | ЗАТ «Орджонікідзевський рудоремонтний завод», голова правління                                                                  |